# Tmolus literatus
Tmolus literatus är en fjärilsart som beskrevs av Druce. Tmolus literatus ingår i släktet Tmolus och familjen juvelvingar. Inga underarter finns listade i Catalogue of Life.